# Monaco op de Olympische Winterspelen 2002
Monaco nam deel aan de Olympische Winterspelen 2002 in Salt Lake City, Verenigde Staten. Ook de zesde deelname aan de olympische winterspelen bleef zonder medailles.
De vijfkoppige delegatie nam net als in 1992 en 1998 alleen deel in het bobsleeën. Voor prins Albert was het zijn vijfde deelname. De 22e plaats van Patrice Servelle en Sébastien Gattuso in de tweemansbob was de hoogste klassering van Monaco op de Olympische Winterspelen tot nu toe.

## Deelnemers en resultaten
(m) = mannen, (v) = vrouwen 

### Bobsleeën
| Olympiër (deelname)                                                                            | Discipline             | Resultaat | Prestatie                                       |
| ---------------------------------------------------------------------------------------------- | ---------------------- | --------- | ----------------------------------------------- |
| Patrice Servelle Sébastien Gattuso                                                             | 2-mansbob (m) Monaco I | 22e       | 3.14,12 (+4,01) (48,37 / 48,56 / 48,43 / 48,76) |
| Albert Grimaldi (5) Charles Oula Sébastien Gattuso Patrice Servelle Jean-François Calmes (2) * | 4-mansbob (m) Monaco I | 28e       | 3.17,19 (+9,68) (47,82 / 48,02 / 52,44 / 48,91) |

* Jean-François Calmes verving Sébastien Gattuso na drie runs.
Amerikaanse Maagdeneilanden · Andorra · Argentinië · Armenië · Australië · Azerbeidzjan · België · Bermuda · Bosnië en Herzegovina · Brazilië · Bulgarije · Canada · Chili · China · Chinees Taipei · Costa Rica · Cyprus · Denemarken · Duitsland · Estland · Fiji · Finland · Frankrijk · Georgië · Griekenland · Groot-Brittannië · Hongarije · Hongkong · Ierland · IJsland · India · Iran · Israël · Italië · Jamaica · Japan · Joegoslavië · Kameroen · Kazachstan · Kenia · Kirgizië · Kroatië · Letland · Libanon · Liechtenstein · Litouwen · Macedonië · Mexico · Moldavië · Monaco · Mongolië · Nederland · Nepal · Nieuw-Zeeland · Noorwegen · Oekraïne · Oezbekistan · Oostenrijk · Polen · Roemenië · Rusland · San Marino · Slovenië · Slowakije · Spanje · Tadzjikistan · Thailand · Trinidad en Tobago · Tsjechië · Turkije · Venezuela · Verenigde Staten · Wit-Rusland · Zuid-Afrika · Zuid-Korea · Zweden · Zwitserland

Uitgesloten van deelname: Puerto Rico